# Konståret 1983

## Händelser

### Mars
- 17 mars – Bollnäs tingsrätt dömer 13 av 14 åtalade till olika straff för en stor konstsvindel, där bland annat konstverk kopierats och sålts till kraftiga överpriser under bedrägliga förespeglingar.[1]

### April
- 26 april – En tavla av August Strindberg från 1893, med strandmotiv, säljs på Bukowskis vårauktion i Stockholm för 330 000 SEK efter utropet 300 000 SEK.[1]

### Augusti
- 23 augusti – Ystads konstmuseum återfår en målning av flamländske målaren Jan Brueghel den äldre, vilken stals i november 1980 då en samlare uppges ha köpt tavlan för 70 000 franc.[1]

### November
- 1 november – Anders Zorns målning Hindar, målad 1908, säljs på Bukowskis auktion för 1 510 000 kronor.[1]
- 5 november – Prins Eugen-medaljen tilldelas Philip von Schantz, målare och grafiker, Bengt Lindroos, arkitekt, Sixten Haage, grafiker, Harald Leth, dansk konstnär, Lars-Gunnar Nordström, finländsk konstnär, och Inger Sitter, norsk konstnär.

## Verk
- Nabil Kanso – Korsfästelse

## Födda
- okänt datum - Jonna Björnstjerna, svensk illustratör och barnboksförfattare.
- Jérémie Iordanoff, fransk abstrakt konstnär[2].

## Avlidna
- 18 januari – Tristram Hillier (född 1905), engelsk målare
- 30 mars - Einar Nerman (född 1888), svensk konstnär.
- 11 maj - Ernst Thoms (född 1896), tysk målare.
- 3 augusti - Eric Graate, 86, svensk skulptör.[1]
- 19 oktober - Carel Willink, (född 1900), nederländsk målare
- 25 november - Endel Köks, (född 1912), svensk grafiker, tecknare och målare
- 5 december - Martin Lamm (född 1929), svensk konstnär och politisk tidningstecknare.[1]
- 25 december - Joan Miró, 90, spansk surrealistisk konstnär.[1]

### Fotnoter
1. 1 2 3 4 5 6 7   Horisont 1983. Bertmarks
2. ↑  ”Jérémie IORDANOFF (1983) : Auction sales, auction prices, indices and biography of Jérémie IORDANOFF - Artprice.com”. www.artprice.com. Arkiverad från originalet den 6 januari 2017. https://web.archive.org/web/20170106173709/http://www.artprice.com/artist/437013/jeremie-iordanoff. Läst 6 januari 2017.